# Artemis Chasma
Artemis Chasma est une profonde vallée en forme de demi-cercle située sur la planète Vénus par 41,2° S et 138,5° E.

## Géographie et géologie
Artemis Chasma ceinture Artemis Corona, la plus vaste structure de ce type sur Vénus, au sud-est d'Aphrodite Terra, qui est également la plus vaste terra vénusienne. Cette formation résulterait de l'activité volcanique à l'origine de la corona intérieure, toute la région étant caractérisée par un système complexe de failles, de nombreuses coulées de lave, plusieurs petits volcans et au moins deux cratères d'impact.
Les dimensions d'Artemis Chasma sont importantes, avec un diamètre de plus de 3 000 km, des sillons larges de 120 km et une dénivelée atteignant 2 500 m le long des parois. Il pourrait s'agir d'un fossé d'effondrement consécutif à la remontée d'un panache mantellique à l'origine de la corona, mais tant la taille que la configuration d'Artemis Chasma ont d'emblée suggéré qu'il puisse s'agir au contraire d'une structure de subduction localisée, ce qui semble confirmé par les anomalies gravitationnelles observées au-dessus de la région.